# Далюге, Курт
Курт Макс Франц Далю́ге (нем. Kurt Max Franz Daluege; 15 сентября 1897, Кройцбург, Верхняя Силезия, Германская империя — 23 октября 1946, Прага, Чехословакия) — государственный и политический деятель нацистской Германии, начальник полиции общественного порядка (нем. Ordnungspolizei) (1936—1943), и. о. имперского протектора Богемии и Моравии (1942—1943). Группенфюрер СА (15 марта 1932), Оберстгруппенфюрер СС и генерал-полковник полиции (с 1942). Один из первых членов НСДАП (№ 31 981). В СС с июля 1928 (№ 1119), первое звание — оберфюрер СС.

## Биография
Курт Далюге родился 15 сентября 1897 года в Кройцбурге в семье чиновника. Получил образование в реальной гимназии и Высшей технической школе в Берлине-Шарлоттенбурге в 1924. Работал в добывающей промышленности, техническом и торговом отделах Имперского министерства сельского хозяйства, на строительстве каналов и железных дорог. В 1916 поступил добровольцем в 7-й гвардейский полк. В Первой мировой войне был солдатом (в 1918 году получил звание вице-фельдфебель), награждён Железным крестом 2-й степени, получил знак за ранение. Был тяжело ранен в голову. В 1918 был демобилизован в чине вице-фельдфебеля. В 1919 года входил в одну из организаций фрайкора — группу Россбаха. В 1921 году в составе фрайкора участвовал в подавлении польских восстаний в Верхней Силезии. Позже перебрался в Берлин, где работал инженером берлинского управления по вывозу мусора. В начале 1923 года вступил в НСДАП. Во время «Пивного путча» был представителем Адольфа Гитлера в Берлине. Здесь под его командованием был штурмовой отряд в 30 человек из числа бывших фрайкоровцев и хулиганствующих элементов, которые должны были охранять фюрера во время его поездок в столицу. После запрета НСДАП в декабре 1923 года вступил в созданный Эрнстом Рёмом «Фронтбанн».
В 1924—1927 работал инженером в Берлине. В начале 1926 года численность штурмовиков Далюге составила 500 человек, что превысило численность местной организации НСДАП. Во главе берлинских СА Далюге вступил в острый конфликт с гауляйтером Берлина Эрнстом Шланге (сторонник левого нацизма братьев Штрассеров) и взял верх при поддержке Гитлера.
12 марта 1926 повторно вступил в НСДАП (билет № 31 981). Затем перешёл в СС, а весной 1929 года был назначен шефом берлинских охранных отрядов, сразу же заняв независимую позицию по отношению к Гиммлеру.
Выполняя поручение Гитлера, организовал наблюдение за штабом штурмовиков. Кроме того, ценную информацию передавал ему старый приятель Герберт Пакебуш. После того, как штурмовики отказались охранять Геббельса, выставил посты эсэсовцев, однако со своей задачей они не справились, и Геббельсу для усмирения взбунтовавшихся штурмовиков пришлось вызвать полицию.
1 апреля 1931 года предупредил Рёма о готовящемся мятеже штурмовиков:

Я только что получил сообщение от адъютанта одного из штандартенфюреров СА, что этой ночью с двенадцати до трёх часов утра проходило закрытое совещание берлинского руководства штурмовиков под председательством группенфюрера СА Яна. На нём шёл разговор о предстоявшем смещении Штеннеса, о котором должен объявить Гитлер сегодня пополудни на заседании в Веймаре. Этот приказ Гитлера выполнен не будет, о чём заявили все присутствовавшие на совещании, высказавшись в поддержку Штеннеса.
После подавления мятежа получил благодарственное письмо от Гитлера, одна из фраз которого: «Эсэсовец, твоя честь значит — верность!», — стала прообразом для девиза СС «Моя честь называется верность» (нем. «Meine Ehre heißt Treue»).
С 30 января 1933 Далюге министериальдиректор и руководитель отдела полиции в Министерстве внутренних дел Пруссии. С 13 сентября 1933 начальник земельной полиции Пруссии.
12 ноября 1933 избран депутатом рейхстага от Восточного Берлина.
После прихода НСДАП к власти, будучи протеже Геринга, 5 мая 1933 назначен правительственным комиссаром по особым поручениям, а 15 сентября 1933 назначен прусским государственным советником и получил чин генерал-лейтенанта полиции. С 11 мая 1934 руководитель отдела полиции Имперского министерства внутренних дел. После создания Главного управления полиции порядка (Ordnungspolizei), в ведении которого было сосредоточено руководство охранной полицией, местной полицией и жандармерией, 26 июня 1936 Далюге был назначен начальником Главного управления полиции порядка. Одновременно занимал пост имперского уполномоченного и статс-секретаря правительства Пруссии.
Во время Второй мировой войны Далюге лично обеспечивал охрану Гитлера и других руководителей НСДАП. Он достиг ранга оберстгруппенфюрера СС и генерал-полковника полиции. После убийства Рейнхарда Гейдриха в 1942 году Далюге был назначен рейхспротектором Богемии и Моравии, одновременно сохранив остальные посты. В должности протектора он, в частности, провёл операцию возмездия за убийство Гейдриха, частью которой стал расстрел на месте 173 из 494 жителей чешского посёлка Лидице. В ходе карательных акций в течение нескольких дней было арестовано около 15 тыс. человек, 700 из них расстреляны.
В мае 1943 года Далюге перенёс инфаркт миокарда, что тяжело отразилось на его здоровье. В августе того же года он был освобождён от всех должностей и до конца войны жил в своём имении.

## Арест, суд и казнь
1 июля 1945 года арестован британскими войсками в Любеке, содержался в тюрьме в Нюрнберге. 30 января 1946 года Далюге был экстрадирован в Чехословакию. В октябре 1946 года Народным судом Чехословацкой республики в Праге был признан виновным в совершении военных преступлений и приговорён к смертной казни. 23 октября 1946 года был повешен во дворе пражской тюрьмы Панкрац.

## Награды
- Железный крест 2-го класса (1914)
- Нагрудный знак «За ранение» в чёрном (1918)
- Шеврон старого бойца
- Почётный партийный знак «Нюрнберг 1929»
- Почётный крест ветерана войны (1929)
- Знак слёта СА в Брауншвейге 1931 года 18-19 октября 1931 года
- Орден Крови
- Немецкий Олимпийский почётный знак 1-й степени
- Медаль «В память 13 марта 1938 года»
- Медаль «В память 1 октября 1938 года» с пряжкой «Пражский замок»
- Медаль «В память 22 марта 1939 года»
- Данцигский крест 2-го класса (31.08.1939)
- Крест военных заслуг 1-й степени с мечами (1941)
- Крест военных заслуг 2-й степени с мечами (1941)
- Немецкий крест в серебре (1.09.1942)
- Золотой партийный знак НСДАП (14.07.1943)
- Рыцарский крест Креста военных заслуг с мечами (07.09.1943)
- Медаль За выслугу лет в НСДАП в бронзе и серебре (1941)
- Медаль «За выслугу лет в CC» 2, 3 и 4 класса
- Кавалер Большого креста ордена Короны Италии (18.10.1938)
- Кольцо «Мёртвая голова» (1939)
- Почётная шпага рейхсфюрера СС
- Большой крест Ордена Короны Италии